# دانيال دوماس
دانيال دوماس (بالإنجليزية: Daniel Dumas)‏ هو لاعب دوري الرغبي أسترالي، ولد في 17 فبراير 1983 في تاري في أستراليا.